# 五屿岛
五屿岛（又称大岛或孕妇岛），距离马来半岛约13海里，离开马六甲码头大约10英里。此岛是最著名的周末度假地点。 
游客可以選擇從马六甲市Melaka Raya码头，或選擇位于马六甲市东南10公里处的旺梨镇码头，又或者選擇在旺梨镇東邊的峇都安永码头出發。

## 旅游景点
岛上有一些景点，包括巴格达出生的伊斯兰传教士苏丹·阿尔·阿里芬·谢赫·伊斯梅尔 (Sultan Al Ariffin Syeikh Ismail) 及其女兒沙丽花罗兹雅（Syarifah Rodziah）的坟墓。他们是在1495年抵达该岛修行后，负责在整个馬六甲蘇丹國传播伊斯兰教的傳教團成员。
这里还有当地人物的坟墓、无名坟墓以及众多神秘传奇的古井和岩层。 根据当地传说，其中一口井在涨潮时含有咸水，在退潮时含有淡水。 据信，该岛是被称为的精灵的家园，岛上有一个名为尤诺斯洞  的洞穴，据说过去战士们曾在这里修行神秘主义并学习马来武术。
五嶼岛博物馆 由国家博物馆公司运营，展示出该岛景点和馬六甲蘇丹國時代歷史文物相关的各种信息。

## 设施
岛屿东北端有一所宗教学校，毗邻码头。岛屿东侧目前有一个度假村——普特拉岛度假村(Putera Island Resort)，正在运营。然而，岛屿西侧的另一个度假村——海洋度假村(Marina Resort)目前已废弃。
一条由12根单极电线杆支撑的 4.2公里长的跨海架空电线于2015年2月28日开始运营，用于从野新区实甘的西令海滩附近向岛屿供电。

## 图片
- 五屿岛码头附近的白色沙滩，侧看啦浪岛。
- 船到五屿岛
- 五屿岛新鲜水井

## 水岛
五屿岛和附近的6个小岛组成了水岛群。
| 岛     | 面积 (km2) |
| ------ | ---------- |
| 五屿岛 | 1.344      |
| 囊卡   | 0.117      |
| 哆哆   | 0.060      |
| 乌旦   | 0.048      |
| 石林班 | 0.033      |
| 韩禹   | 0.015      |
| 拉郎   | 0.010      |
| 总计   | 1.627      |